# Doniecki Uniwersytet Narodowy im. Wasyla Stusa
Doniecki Uniwersytet Narodowy im. Wasyla Stusa (ukr. Донецький національний університет імені Василя Стуса) – ukraińska publiczna uczelnia wyższa, zlokalizowana w Winnicy.

## Historia
Decyzję o utworzeniu Instytutu Pedagogicznego im. Stalina w Doniecku (wówczas Stalino), podjęto 15 lipca 1937 roku. We wrześniu 1937 studia na dwóch wydziałach (historycznym i filologicznym) rozpoczęło tam 138 studentów. W październiku 1941 roku, podczas II wojny światowej,  uczelnia została tymczasowo przeniesiona do Kunguru, funkcjonowała tam do 8 września 1943, kiedy wyzwolono Stalino. 
W grudniu 1943 na uczelni utworzono Wydział Matematyki i Fizyki. Po wojnie instytut funkcjonował jako filia Charkowskiego Uniwersytetu Państwowego. po czym 28 maja 1965 został przekształcony w Doniecki Uniwersytet Państwowy. W 1970 roku w skład uczelni wchodziło siedem wydziałów:
- Wydział Matematyki
- Wydział Fizyki
- Wydział Chemii
- Wydział Biologii
- Wydział Historii
- Wydział Ekonomii
- Wydział Filologii

W 1973 roku utworzono dodatkową jednostkę, przygotowującą cudzoziemców do studiów.
Po uzyskaniu przez Ukrainę niepodległości, w 2010 roku uczelnia została przemianowana na Doniecki Uniwersytet Narodowy. 
W czasie wojny w Donbasie, na terenie uczelni działali rosyjscy separatyści, zajmując akademiki oraz budynki administracyjne. 30 września 2014 władze Ukrainy zdecydowały o przeniesieniu uczelni do Winnicy.  
21 września 2016 uczelnia przyjęła imię ukraińskiego poety Wasyla Stusa.